# NGC 5395
NGC 5395 (również PGC 49747 lub UGC 8900) – galaktyka spiralna (Sb), znajdująca się w gwiazdozbiorze Psów Gończych. Odkrył ją William Herschel 16 maja 1787 roku. Wraz z NGC 5394 stanowi parę oddziałujących grawitacyjnie galaktyk skatalogowaną w Atlasie Osobliwych Galaktyk jako Arp 84. Galaktyki te znajdują się w odległości około 163 milionów lat świetlnych od Ziemi. NGC 5395 należy do galaktyk Seyferta typu 2.
W galaktyce tej zaobserwowano do tej pory jedną supernową – SN 2000cr.